# طهمورث

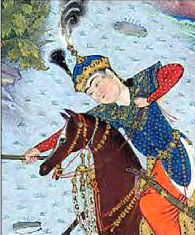

طََهْمُورَثُ أو طَخْمُورَثُ ويلقب« زيناوَند أي الكمىّ وديوْبَند أي مقيد الشياطين. وهو ملك أسطوري فارسي. وفي زمانه ظهر تعليم الجوارح الصيد، مثل الباز والشاهين وغيرهما من ذوات المناسر والمخالب. سجن طهمورث عفريتاً من الجن فاجتمعت الجن كلهم علي مخالفته وخلع ربقة طاعته واحتشدوا لمحاربته. فنصر طهمورث عليهم فطلبوا الأمان. فآمنهم علي ذلك فعلموه الخط والكتابة علي ثلاثين نوعاً من الألسنة المختلفة، من الرومية والمصرية والعبرية وغيرها من أنواع الألسنة وكان ذلك مبدأ ظهور الخط بين الخلق. وكان مدة ملكه ثلاثين سنة.